# Saint-Amand-sur-Ornain
Saint-Amand-sur-Ornain – miejscowość i gmina we Francji, w regionie Grand Est, w departamencie Moza.
Według danych na rok 1990 gminę zamieszkiwały 82 osoby, a gęstość zaludnienia wynosiła 14 osób/km² (wśród 2335 gmin Lotaryngii Saint-Amand-sur-Ornain plasuje się na 963. miejscu pod względem liczby ludności, natomiast pod względem powierzchni na miejscu 933.).